# Ascoparanthera
× Ascoparanthera, (abreviado Apn) en el comercio, es un híbrido intergenérico entre los géneros de orquídeas Ascoglossum × Paraphalaenopsis × Renanthera. Fue publicado en Orchid Rev.  110(1248, Suppl.): 108 (2002).